# Takashi Kondō (Fußballspieler)
Takashi Kondō (japanisch 近藤 貴司 Kondō Takashi; * 26. April 1992 in der Präfektur Tokio) ist ein japanischer Fußballspieler.

## Karriere
Kondō erlernte das Fußballspielen in der Jugendmannschaft von Mitsubishi Yowa und der Universitätsmannschaft der Waseda-Universität. Seinen ersten Vertrag unterschrieb er 2015 beim Ehime FC. Der Verein aus Matsuyama, einer Stadt in der Präfektur Ehime auf der Insel Shikoku, spielte in der zweithöchsten Liga des Landes, der J2 League. Für den Verein absolvierte er 177 Zweitligaspiele. 2020 wechselte er zum Ligakonkurrenten Ōmiya Ardija nach Ōmiya-ku. Die Saison 2021 wurde er an seinen ehemaligen Verein Ehime ausgeliehen. Am Saisonende belegte man mit Ehime den 20. Tabellenplatz und stieg in die dritte Liga ab. Nach der Ausleihe wurde er am 1. Februar 2022 fest unter Vertrag genommen. Nach einer Spielzeit und 29 Ligaspielen wechselte er zu Beginn der Saison 2023 zum ebenfalls in der dritten Liga spielenden AC Nagano Parceiro.